# Michel Besnier
Pour les articles homonymes, voir Besnier.
Ne doit pas être confondu avec Jean-Michel Besnier ou Michel Besnier (industriel).
Michel Besnier est un poète et romancier français né à Cherbourg le 25 mai 1945.

## Biographie
Son roman Le Bateau de mariage a été adapté au cinéma par Jean-Pierre Améris en 1994.
Son enfance tourlavillaise a inspiré beaucoup de ses textes, notamment Une maison n'est rien (2003) : au décès de sa mère, le narrateur doit vider la maison familiale et tente un inventaire sans nostalgie. 
La vie de ma femme, paru en 2006, est une tentative de biographie de son épouse, de la naissance jusqu'à l'année de leur rencontre.
Michel Besnier est également auteur pour la jeunesse, essayiste et préfacier.
Il a reçu le prix Verso en 1982, le Prix de poésie des lecteurs Lire et Faire Lire du Printemps des Poètes en 1999, et en 2005,  le Prix Joël Sadeler et  le Prix Bernard Versele.

## Œuvres

### Poésie
- Dunes, Les Paragraphes littéraires de Paris, 1969
- Un lièvre en son gîte, Folle Avoine, 1982, prix Verso 1982
- Humeur vitrée (avec quatre dessins de Françoise Ferreux), Folle Avoine, 1984
- Tiré à part, Folle Avoine, 1986
- Littorines, Motus, 1988
- La Retraite aux flambeaux, Folle Avoine, 1991

### Essais
- Cherbourg, Champ Vallon, 1986
- Leipzig, Champ Vallon, 1990
- Val de Saire (photographies de Norbert Girard), Isoète, 1996
- Édition commentée de La Bête et la Belle de Thierry Jonquet, Gallimard, 1998
- Presqu’île du Cotentin, Isoète, 1999Écrit avec Maurice Lecœur et Norbert Girard.
- Jean-Pierre Vielfaure - Le testament vénitien, Éditions du Service d'arts plastiques de la ville de Choisy-le-Roi, 2003.
- Cœur de lierre, Motus, 2011

### Romans
- Le bateau de mariage, Le Seuil, 1988
- Clément chez les calmistes, Le Seuil, 1991
- Casser, Le Seuil, 1994
- La Roseraie, Fayard, 1997,  (ISBN 9782213599472) ; et Livre de Poche, 1999,  (ISBN 2213599475)
- La Messe des chiens, Stock, 2000,  (ISBN 9782234051492)
- Une maison n'est rien, Stock, 2003,  (ISBN 9782234055230)
- La Vie de ma femme, Stock, 2006,  (ISBN 2234059569)

### Livres pour enfants
- Le Verlan des oiseaux et autres jeux de plume (illustrations de Véronique Boiry), Motus, 1995 -  (ISBN 978-2907354394)
- Le Rap des rats, Motus, 1999 -  (ISBN 9782907354479)
- Mes poules parlent (illustrations de Henri Galeron), Motus, 2005-  (ISBN 9782907354578)
- Mon Kdi n'est pas un Kdo, Motus, 2008 -  (ISBN 978-2907354912)

### Préfaces & postfaces
- Souvenirs de Tourlaville de Marcel Corbet, Jean-Jacques Beauruel & Thierry Bonhomme, Tourlaville, imp. Lecaux, 1998
- Le Voyage de Hollande de Louis Aragon, Paris, Seghers, 2005
- Un Crime de Georges Bernanos, Paris, Phébus, 2011
- La Crise, chronique éditoriale 1930-1939, de Régis Messac, Paris, Éditions ex nihilo, 2013
- La Maison de feu de Pierre Gamarra, Clermont-Ferrand, de Borée, coll. Terre de poche, 2014,  (ISBN 9782812911491)